# Aeroportul Lugu Lake
Aeroportul Lugu Lake (IATA: NLH, ICAO: ZPNL) este un aeroport din Hongqiao⁠(d), Ninglang Yi Autonomous County⁠(d), Lijiang⁠(d), Yunnan, Republica Populară Chineză ce deservește zona Ninglang Yi Autonomous County⁠(d). Aeroportul a fost tranzitat în 2022 de 18.122 de pasageri. A fost deschis în 12 octombrie 2015.
Situat la o altitudine de 3.293 m, aeroportul dispune de o singură pistă.